# Лунц Юхим Борисович
Лунц Юхим Борисович (рос. Лунц Ефим Борисович; 17 (4) вересня 1905, Москва — 29 жовтня 1964, Одеса) — фахівець у галузі будівельної механіки. Доктор технічних наук (1937), професор (1938).

## Біографія
Закінчив Ленінградський політехнічний інститут (1928). Працював до 1930 конструктором на авіазаводі у Москві; 1930–48 — старший викладач, начальник кафедри стрілецько-гарматного озброєння, начальник кафедри бомбардувального озброєння Військово-повітряної інженерної академії ім. М. Жуковського; 1942–44 служив при штабі ВПС радянської армії; 1948–52 — зав. кафедри будови механіки корабля, водночас 1949–51 — декан кораблебудівельного факультету Миколаївського кораблебудівельного інституту; 1952–60 — завідувач кафедри опору матеріалів, 1960–64 — професор цієї кафедри Одеського інституту інженерів мукомельної промисловості і елеваторного господарства.
Наукові праці присвячені питанням динаміки міцності. Результати науково-дослідних робіт цього напряму впроваджені у десятки моделей металорізальних верстатів.
Помер 29 жовтня 1964 року в Одесі, похований на Другому Христіянському кладовищі.

## Праці
- Праці Лунца Ю. Б. на сайті РДБ [Архівовано 26 листопада 2019 у Wayback Machine.]